# Cemolobus ipomoeae
Cemolobus ipomoeae är en biart som först beskrevs av Robertson 1891.  Cemolobus ipomoeae ingår i släktet Cemolobus och familjen långtungebin. Inga underarter finns listade.

## Bildgalleri

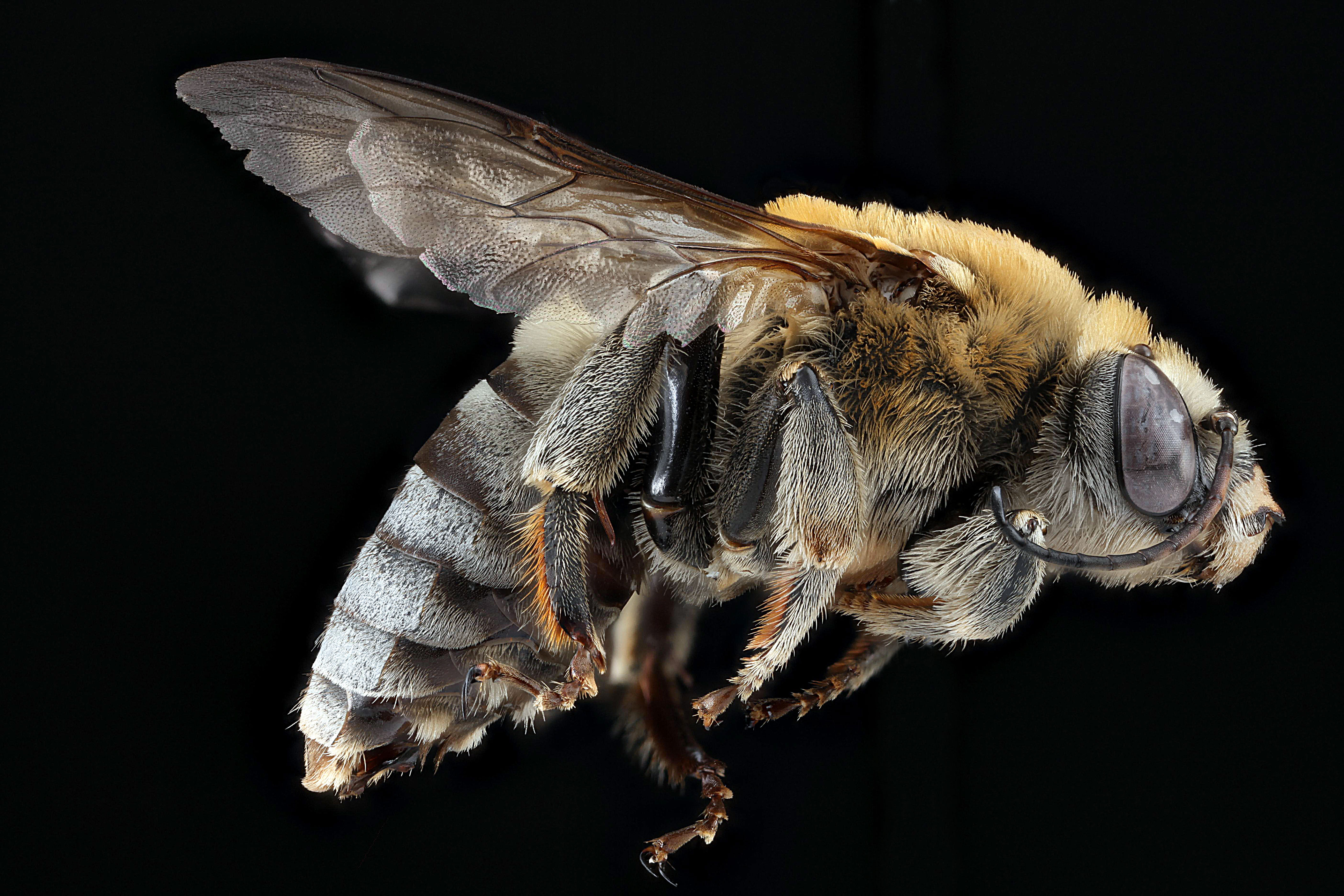
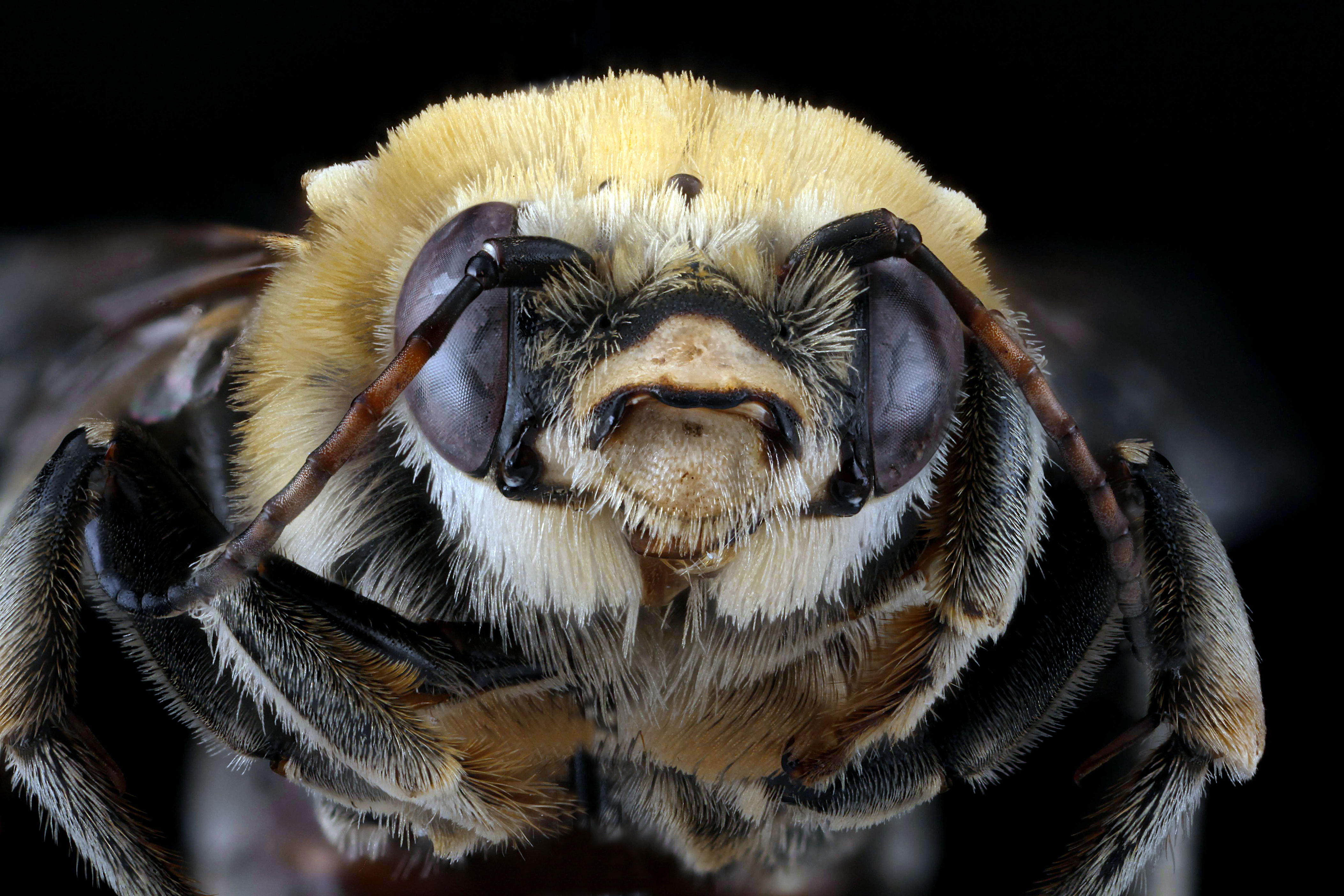